# 蕭歡
萧欢（510年代—541年1月20日），字孟孙。梁武帝萧衍之孙，梁昭明帝萧统长子。初封华容公，任东中郎将、南徐州刺史。
中大通三年（531年），昭明太子萧统死，乃进封豫章王。梁武帝虽曾有以萧欢为皇太孙之意，召萧统进京，但还是担心萧欢年少不适合当皇帝，又因为之前对萧统的猜忌，最终立了萧统胞弟即萧欢的叔父萧纲为皇太子，令萧欢回镇，进封萧统诸子为王，但他们仍然因不能被立储而记恨。萧欢还镇徐州，后改云麾将军、江州刺史。死後谥安王。天正元年（551年），豫章王萧栋即位，追尊为安皇帝，因此被稱為梁安帝。

## 家庭

### 父母及兄弟
- 父亲 昭明太子（後追尊為昭明皇帝）萧统
- 母亲 昭德皇后蔡氏

### 妻
- 王氏，萧栋母

### 子孙

#### 子
1. 梁豫章王萧栋
2. 萧桥
3. 萧樛

#### 后裔
据《新唐书·宰相世系一(萧氏)》，萧欢五世孙萧崇望后为唐朝洛阳令。